# Wenzel Wilhelm von Hofkirchen
Wenzel Wilhelm von Hofkirchen († 6. November 1679) war Bischof von Seckau von 1670 bis 1679.

## Leben
Wenzel Wilhelm stammte aus der in Niederösterreich ansässigen Adelsfamilie der Freiherren von Hofkirchen. Er wurde 1642 zum Priester geweiht. Für ihn und weitere Verwandte, darunter Karl Ludwig, Wolf Lorenz und Georg Lorenz von Hofkirchen, erfolgte durch Kaiser Leopold I. in Wien am 17. Februar 1663 die Erhebung in den Reichsgrafenstand. Gleichzeitig wurde ihnen die Anrede „Hoch- und Wohlgeboren“ für das Reich und die Erblande verliehen. Der Salzburger Erzbischof Maximilian Gandolf von Kuenburg nominierte Wenzel Wilhelm von Hofkirchen am 20. Februar 1670 zum Bischof des salzburgischen Eigenbistums Seckau und konsekrierte ihn am 17. August 1670. Ab 1671 war er auch Generalvikar des Erzbistums Salzburg für die Steiermark und den Neustädter Distrikt.